# Jo Colruyt
Jo Colruyt (1928 – Lyon, 6 oktober 1994) is de zoon van Franz Colruyt, de oprichter van het bedrijf Colruyt. Onder leiding van Jo Colruyt startte het bedrijf met de Colruyt-winkels, bekend door hun 'laagsteprijzenstrategie'.

## Carrière
Toen Jo in 1958 het bedrijf van zijn vader Franz overnam, was het bedrijf nog een groothandel in droge voeding. Het werd in die periode echter te duur om te leveren aan Boni-winkels, die te weinig bij Colruyt aankochten. Om de groothandel rendabel te houden, opende Jo Colruyt in 1964 in Halle een eerste zogenaamde Cash&Carry, kortweg 'Cash' genoemd: een zelfbedieningsformule voor zelfstandigen. De rekening werd met behulp van ponskaarten gemaakt.
Jo Colruyt koos er midden jaren 60 ook voor om in de kleinhandel te stappen en nam in Elsene de zelfbedieningszaak Verloo over: Discount Verloo. Dit vormde het begin van de laagsteprijzenpolitiek en een winkelketen. Meer en meer discounts worden in de jaren daarna geopend, maar steeds meer concurrenten gebruiken ook de discount-formule waardoor een naamsverandering zich opdringt. In 1976 kregen alle winkels de naam Colruyt.

## Minder succesvolle initiatieven
Eind jaren 70 en begin jaren 80 probeerde Colruyt te diversifiëren, maar de verhuur van motorhomes, Finse houten huizen, mobiele frietkramen en zelfbedieningsrestaurants bleken niet succesvol en werden later stopgezet.

## Ommekeer na crisissituatie
Midden jaren 80 was het bedrijf Colruyt bijna failliet. Vanaf 1988 kwam de kentering, in gang gezet door verdere automatisering, het stopzetten van verlieslatende activiteiten en het blijvend aanbieden van rode prijzen op een 300-tal producten. Zo wordt in 1987 ook de ponskaart vervangen door prijsetiketten en 'full scanning' aan de kassa. De barcodelezer laat toe om bevoorrading, stockbeheer en bestellingen te automatiseren. 
Na 35 jaar aan het hoofd van de firma overleed Jo Colruyt onverwacht aan een hartaanval in 1994. Zijn zoon Jef Colruyt nam de leiding van het bedrijf over.

## Persoonlijk
Jo Colruyt stond bekend als een eenvoudige en hardwerkende man, die meer belang hechtte aan gezond boerenverstand dan aan dure managementwoorden.
Hij had een heel eigen visie op de organisatie van zijn bedrijf. Hij voerde onder meer een horizontale bedrijfsstructuur in met zo weinig mogelijk chefs, had aandacht voor werknemersparticipatie en vond opleiding voor zijn personeel belangrijk.
Jo Colruyt werd in 1992, door het weekblad Trends verkozen tot Manager van het Jaar.